# Sebechleby
Sebechleby (em húngaro: Szebelléb) é um município da Eslováquia, situado no distrito de Krupina, na região de Banská Bystrica. Tem 30,42 km² de área e sua população em 2018 foi estimada em 1.213 habitantes.

## Demografia
| Ano:        | 1994 | 2004   | 2014   | 2024   |
| ----------- | ---- | ------ | ------ | ------ |
| Broj ljudi: | 1176 | 1222   | 1192   | 1173   |
| Razlika:    |      | +3,91% | -2,45% | -1,59% |

| Ano:               | 2023 | 2024   |
| ------------------ | ---- | ------ |
| Número de pessoas: | 1159 | 1173   |
| Diferença:         |      | +1,20% |